# Bernhard Backovsky

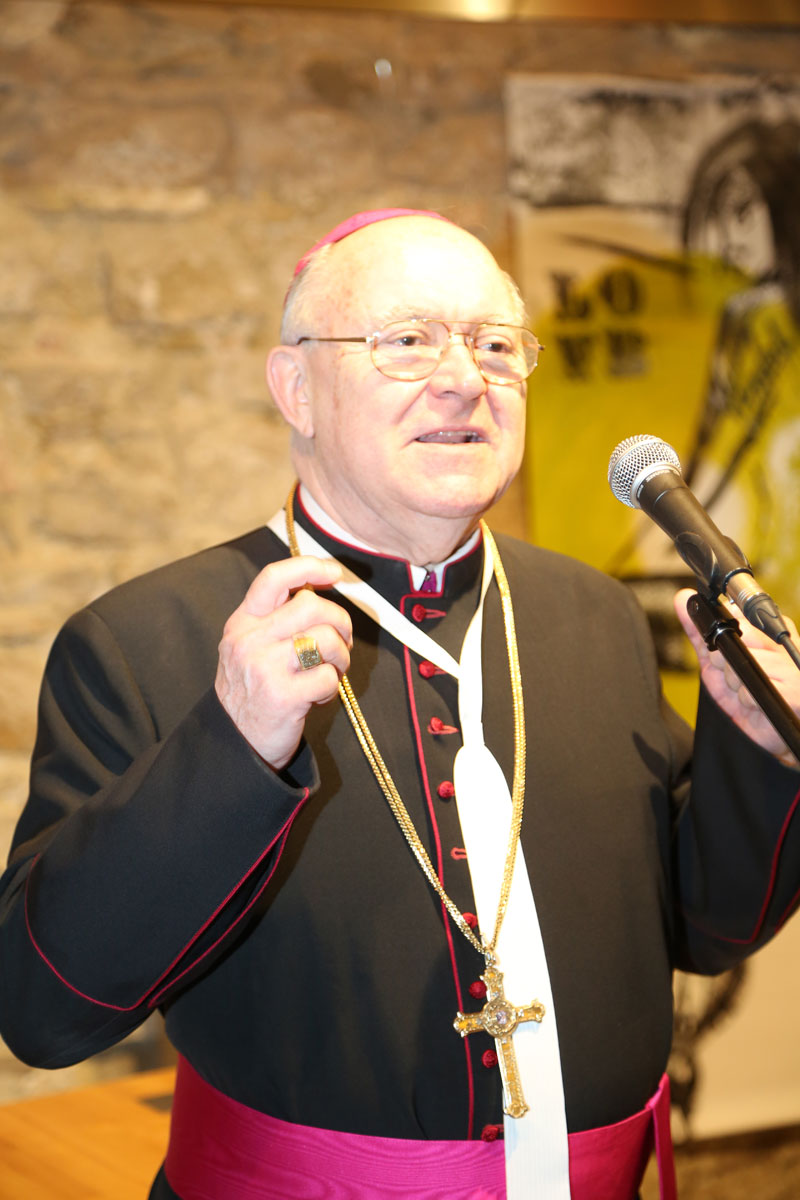
Propst Bernhard Backovsky (2013)

Bernhard Backovsky CanReg (* 2. Jänner 1943 in Wien als Hermann Backovsky) ist ein römisch-katholischer Ordensgeistlicher der Augustiner-Chorherren. Er war von 1995 bis 2020 Propst des Stiftes Klosterneuburg, von 2002 bis 2017 Generalabt der Österreichischen Kongregation und von 2010 bis 2016 Abtprimas der internationalen Konföderation der Augustiner-Chorherren.

## Leben
Hermann Backovsky trat 1961 nach seiner Matura in das Augustiner-Chorherren Stift Klosterneuburg ein und erhielt zu Ehren von Bernhard von Menthon den Ordensnamen Bernhard. Am 27. März 1967 empfing er die Priesterweihe und war von 1967 bis 1980 Kaplan in Korneuburg und von 1980 bis 1982 in der Pfarre Floridsdorf tätig. 1983–1995 war er Novizenmeister sowie Klerikerdirektor im Stift Klosterneuburg.
Im Mai 1995 wurde er zum Stiftsdechanten und im Dezember 1995 zum 66. Propst und 17. lateranensischen Abt des Stiftes Klosterneuburg gewählt; 2005 erfolgte die Wiederwahl und 2015 zum dritten Mal und auf Lebenszeit gewählt. Am 14. Jänner 1996 empfing er die Benediktion. 2002 wurde Backovsky zum Generalabt der Österreichischen Augustiner-Chorherren Kongregation bestellt, die er bis 2017 innehatte. Seit 1998 ist er Großoffizier des Ritterordens vom heiligen Grab zu Jerusalem.
Am 19. Oktober 2010 wurde er in Rom durch den Primatialrat zum Abtprimas der Augustiner-Chorherren gewählt. Die Wahl des Abtprimas erfolgt immer auf 6 Jahre und ergeht danach an eine weitere Person.
Im September 2017 wurde Backovsky durch Johannes Heibel, Vorsitzender der deutschen Initiative gegen Gewalt und sexuellen Missbrauch an Kindern und Jugendlichen, durch die Presse mit dem Vorwurf konfrontiert, dass er sich in Bezug auf einen Missbrauchstäter aus dem Stift Klosterneuburg persönlich für dessen weiteren Werdegang in der Kirche eingesetzt habe und es dadurch dem Täter ermöglicht worden sei, weiteren Missbrauch zu begehen. Aufgrund der Medienberichte forderte ein Mitglied des Klosterneuburger Gemeinderates trotz Stellungnahme des Propstes in einem offenen Brief dessen Rücktritt.
Der Kapitelrat des Stiftes Klosterneuburg berief auf Initiative von Propst Backovsky am 14. Dezember 2017 eine unabhängige und weisungsfreie Expertengruppe zur Aufklärung der Vorwürfe ein. Die interdisziplinäre Expertengruppe sollte die Vorwürfe untersuchen und auf dieser Grundlage eine Bewertung sowie Ausarbeitung von Empfehlungen für die künftige Arbeit des Stiftes vornehmen. Im November 2018 thematisierte die Profil-Redakteurin Edith Meinhart den Bericht der Gruppe; dieser sei vage gehalten sei und erbringe keine zufriedenstellende Klärung. Im Ergebnis konnte die damalige Rolle und Verantwortlichkeit von Propst Backovsky nicht festgestellt werden. 2019 bekräftigte das Stift die Empfehlungen des Maßnahmenberichtes im Kontext von Ausbildungs- und Präventionsarbeit.
Am 15. Mai 2020 trat Backovsky angesichts einer anhaltenden schweren Krankheit nach fünfundzwanzig Jahren als Vorsteher des Stiftes zurück.
Backovsky ist Mitglied der Studentenverbindungen KHV Welfia und Saxo-Bavaria-Prag in Wien im ÖCV sowie der Marko-Danubia Korneuburg, Arminia Klosterneuburg, Rhaeto-Norica Klosterneuburg und Kreuzenstein Wien im MKV.

## Auszeichnung
- 2006: Goldenes Komturkreuz für Verdienste um das Bundesland Niederösterreich
- 2007: Komturkreuz des Ordens für Kulturelle Verdienste der Republik Rumänien
- 2010: Großes Silbernes Ehrenzeichen für Verdienste um die Republik Österreich[16][17]
- 2013: Komtur mit Stern des Päpstlichen Ritterordens vom Hl. Grab zu Jerusalem
- 2015: Goldene Ehrenmedaille des Kulturministeriums der Republik Bulgarien
- 2016: Goldenes Ehrenzeichen des Landes Burgenland